# Melinoessa
Melinoessa is een geslacht van vlinders van de familie spanners (Geometridae), uit de onderfamilie Ennominae.

## Soorten
- M. aemonia (Swinhoe, 1904)
- M. amplissimata (Walker, 1863)
- M. argenteomaculata (Strand, 1918)
- M. asteria Prout, 1934
- M. aureola Prout, 1934
- M. catenata (Saalmüller, 1891)
- M. croesaria Herrich-Schäffer, 1855
- M. eurycrossa Prout, 1934
- M. fulvescens Prout, 1916
- M. guenoti Herbulot, 1981
- M. horni Prout, 1922
- M. midas Prout, 1922
- M. molybdauges Prout, 1927
- M. obrussata Saalmüller, 1891
- M. palumbata (Warren, 1894)
- M. pauper Warren, 1901
- M. perlimbata (Guenée, 1857)
- M. pieridaria (Holland, 1920)
- M. sodaliata (Walker, 1863)
- M. stellata (Butler, 1878)
- M. stramineata (Walker, 1869)
- M. subalbida Warren, 1905
- M. tanyglochis Prout, 1928
- M. tessmanni (Gaede, 1917)
- M. torquilinea Prout, 1916